# Andrea Berrino
Andrea Eliana Berrino (Ciudad de Río Tercero, 14 de febrero de 1994) es una nadadora argentina, múltiple campeona y recordista especialista en estilo espalda.

## Comienzos
Andrea Berrino fue introducida al mundo de la natación por su familia a la edad de 5 años tras compartir varios veranos con sus hermanos, que practicaban este deporte en la escuela de natación de Susana Schwander en su ciudad natal, Río Tercero. A los trece años se trasladó a  la ciudad de Córdoba con el objetivo de continuar su carrera deportiva.

## Carrera
A los catorce años participó en competiciones internacionales en Cuba, Chile y Brasil.
A los diecisiete recibió un diagnóstico médico adverso cuando le fue detectado un mal congénito afectando su espalda. Los médicos incluso le recomendaron abandonar la natación al identificar un problema de espina bífida y escoliosis. Sin embargo, tras varios años de una dura recuperación, logró retomar su rendimiento competitivo. En octubre de 2013 batió el récord argentino en 200 metros espalda, que pertenecía a Georgina Bardach, en el Torneo Confraternidad Sudamericana realizado en Córdoba.
En septiembre de 2014 compitió en el torneo de piscina corta Trofeo José Finkel, donde rompió el récord argentino de 100 m espalda. En octubre participó en el Campeonato Sudamericano disputado en Mar del Plata. Allí obtuvo medallas en cada una de las siete disciplinas en las que tomó parte: oro en 200 metros espalda; plata en 50 m espalda y en los relevos 4 x 100 libre, 4x200 libre, 4 x 100 combinado y 4 x 100 combinado mixto; y bronce en 100 m espalda.
Además marcó nuevos récords argentinos en 100 m y 200 m espalda, y en las series por equipos 4 x 100 combinado y 4x200 libre.
En diciembre viajó a Doha para competir en el Mundial de Piscina Corta. Allí volvió a bajar el récord en 100 m espalda y además registró una nueva plusmarca en 200 m espalda.
En abril de 2015 participó en el Trofeo Maria Lenk en Brasil. Allí obtuvo un nuevo récord argentino en 50 m espalda, marcando 28.98 segundos y superando el anterior récord de Cecilia Bertoncello.
En julio participó en los Juegos Panamericanos de Toronto. Tomó parte en las competencias de 100 y 200 metros espalda, en ambas clasificando a la final A. También lo hizo en la competencia de relevos 4 x 100 metros combinados, marcando un récord nacional junto a Aixa Triay, María Belén Díaz y Macarena Ceballos. En agosto participó en el Mundial de Kazán en 100 y 200 metros espalda.

### Récords argentinos
| Especialidad                   | Tiempo  | Torneo                                      | Fecha                  | Notas                                                          |
| ------------------------------ | ------- | ------------------------------------------- | ---------------------- | -------------------------------------------------------------- |
| 50 m espalda (PL)              | 28,11   | Campeonato Sudamericano de Natación de 2016 | 2 de abril de 2016     |                                                                |
| 100 m espalda (PL)             | 1:00,47 | Campeonato Sudamericano de Natación de 2016 | 30 de marzo de 2016    |                                                                |
| 200 m espalda (PL)             | 2:13,11 | Trofeo María Lenk                           | 5 de mayo de 2017      |                                                                |
| 50 m libre (PL)                | 25,56   | Trofeo María Lenk                           | 6 de mayo de 2017      |                                                                |
| 4 x 100 m libre (PL)           | 3:50,03 | Juegos Suramericanos de 2014                | 9 de marzo de 2014     | Junto a Aixa Triay, Cecilia Biagioli y María Belén Díaz        |
| 4x200 m libre (PL)             | 8:21,37 | Campeonato Sudamericano 2014                | 2 de octubre de 2014   | Junto a Virginia Bardach, Julia Arino y Cecilia Biagioli       |
| 4 x 100 m combinado (PL)       | 4:07,48 | Campeonato Sudamericano de Natación de 2016 | 3 de abril de 2016     | Junto a Macarena Ceballos, María Belén Díaz y Virginia Bardach |
| 4 x 100 m combinado mixto (PL) | 3:52,31 | Campeonato Sudamericano de Natación de 2016 | 31 de marzo de 2016    | Junto a Macarena Ceballos, Santiago Grassi y Federico Grabich  |
| 100 m espalda (PC)             | 57,88   | Mundial de Windsor                          | 6 de diciembre de 2016 |                                                                |
| 200 m espalda (PC)             | 2:05,06 | Mundial de Doha                             | 5 de diciembre de 2014 | Récord sudamericano                                            |